# Liste des parcs d'État du Kentucky

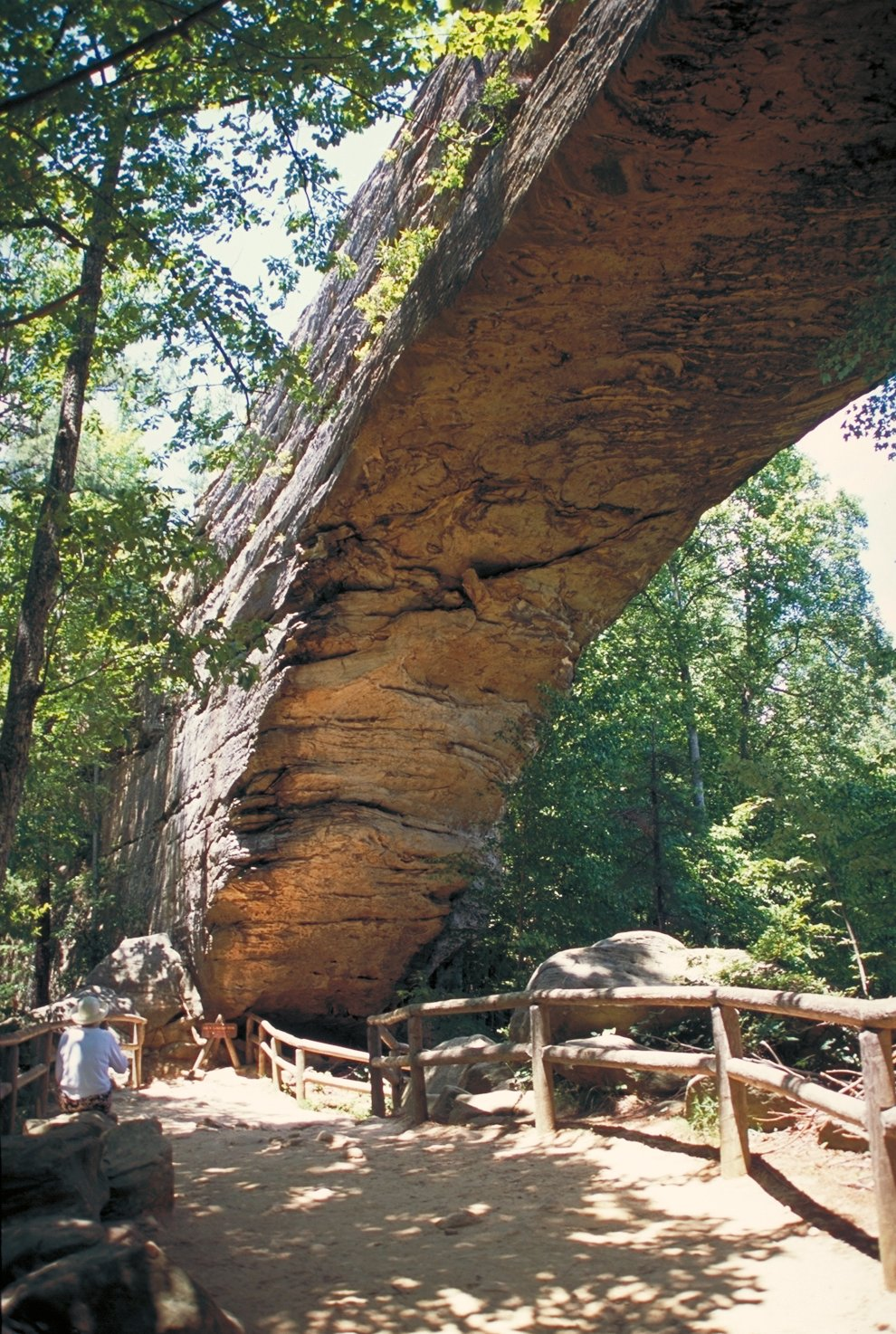
Natural Bridge

Liste des parcs d'État du Kentucky aux États-Unis d'Amérique par ordre alphabétique. Ils sont 
gérés par le Kentucky Department of Parks.
- Barren River Lake
- Ben Hawes
- Big Bone Lick
- Blue Licks Battlefield
- Boone Station
- Breaks
- Buckhorn Lake
- Carr Creek
- Carter Caves
- Columbus-Belmont
- Constitution Square
- Cumberland Falls
- Dale Hollow Lake
- Dr. Thomas Walker
- E.P. "Tom" Sawyer
- Fort Boonesborough
- General Burnside
- General Butler
- Grayson Lake
- Green River Lake
- Greenbo Lake
- Isaac Shelby Cemetery
- Jefferson Davis
- Jenny Wiley
- John James Audubon
- Kenlake
- Kentucky Dam Village
- Kincaid Lake
- Kingdom Come
- Lake Barkley
- Lake Barkley
- Lake Malone
- Levi Jackson Wilderness Road
- Lincoln Homestead
- Mineral Mound
- My Old Kentucky Home
- Natural Bridge
- Nolin Lake
- Old Fort Harrod
- Old Mulkey Meetinghouse
- Paintsville Lake
- Pennyrile Forest
- Perryville Battlefield
- Pine Mountain
- Rough River Dam
- Taylorsville Lake
- Waveland
- White Hall
- William Whitley House
- Yatesville Lake